# Dammalapura, Krishnarajpet
Dammalapura là một làng thuộc tehsil Krishnarajpet, huyện Mandya, bang Karnataka, Ấn Độ.